# La León
La León é uma co-produção da França e Argentina lançado em 2007 com temas homossexuais , dirigido por Santiago Otheguy e filmado no norte da Argentina, o filme conta a história de um pesquisador homossexual, Álvaro ( Jorge Román ), e seu relacionamento com um valentão local, El Turu ( Daniel Valenzuela ).

## Enredo
Álvaro se encontra no meio da natureza selvagem, em uma ilha do litoral Argentino onde ganha como pode o suficiente para viver sem nenhum tipo de luxo, pescando e cortando cana de açúcar.
O Tempo passa muito lento ao redor de Álvaro, que vive em um lugar distante do resto do mundo, em um equilibrio mantido durante anos. Nesse cenário a sua homossexualidade e amor pelos livros fazem dele um estranho na pequena aldeia onde ele vive.
A única maneira de sair desse lugar e se relacionar com o resto do mundo, é "El León", uma pequena embarcação de um homem chamado "El Turu", que viaja diariamente levando ilhados de um lado ao outro.
O bruto El Turu, capitão do barco El León começa a ver Álvaro como uma ameaça e o intimida quase constantemente. No entanto, com o passar do filme, a atração secreta que El Turu sente por Álvaro se torna óbvia.

## Premiações
- La León foi premiado em 2007 com o Teddy Award no Festival de Cinema Internacional de Berlim